# Magra
För andra betydelser, se Magra (olika betydelser).
Magra är en ort i Alingsås kommun och kyrkbyn i Magra socken. Sedan 2015 utgör orten en tätort. Tidigare har orten istället utgjort en småort.

## Historia
Namnet Magra tros härstamma från den tveksamma kvaliteten på odlingsjorden. Liknande exempel kan återfinnas i till exempel bygdenamnet Svältorna.

### Befolkningsutveckling
| Befolkningsutvecklingen i Magra 2015–2020                                            | Befolkningsutvecklingen i Magra 2015–2020 | Befolkningsutvecklingen i Magra 2015–2020 | Befolkningsutvecklingen i Magra 2015–2020 | Befolkningsutvecklingen i Magra 2015–2020 |
| ------------------------------------------------------------------------------------ | ----------------------------------------- | ----------------------------------------- | ----------------------------------------- | ----------------------------------------- |
|                                                                                      |                                           |                                           |                                           |                                           |
| År                                                                                   |                                           |                                           | Folkmängd                                 | Areal (ha)                                |
| 2015                                                                                 | 2015                                      |                                           | 208                                       | 60                                        |
| 2020                                                                                 | 2020                                      |                                           | 205                                       | 67                                        |
| Anm.: Ny tätort 2015, var tidigare en småort som 2010 hade 185 invånare på 55 hektar |                                           |                                           |                                           |                                           |

## Samhället
Förutom Magra kyrka med anor från 1100-talet finns i byn Equmeniakyrkan, bygdegård, skjutbana, kommunal skola med årskurserna 0-6 samt en obemannad mataffär. Idrottsföreningen Magra IS bedriver en rad olika verksamheter som t ex. motionslopp i cykling, skidåkning och löpning. I anslutning till klubblokalen finns terrängbana för mountainbike, elljusspår, agilityträning och boulebana. Det finns ungefär ett tiotal verksamma företag i området. 

### Kända personer
- Disneytecknaren Gustaf Tenggren föddes i Magra.
- IFK Göteborg-anfallaren och landslagsmannen Robin Söder är född och uppvuxen i Magra.
- Skådespelaren Villiam Hellman är från Magra.